# Cal Terra (Gelida)
Cal Terra és una casa de Gelida (Alt Penedès) protegida com a Bé Cultural d'Interès Local.

## Descripció
Construït el 1633, segons la data gravada a la finestra central, aquest casal de planta rectangular, consta de planta, un pis i golfes, amb teulada a dues vessant. Cal remarcar, i després d'unes desafortunades modificacions, el portal dovellat d'accés, l'entrada i la gran sala superior i un preciós pou al pati ajardinat.